# Leichtathletik-Weltmeisterschaften 1999/3000 m Hindernis der Männer

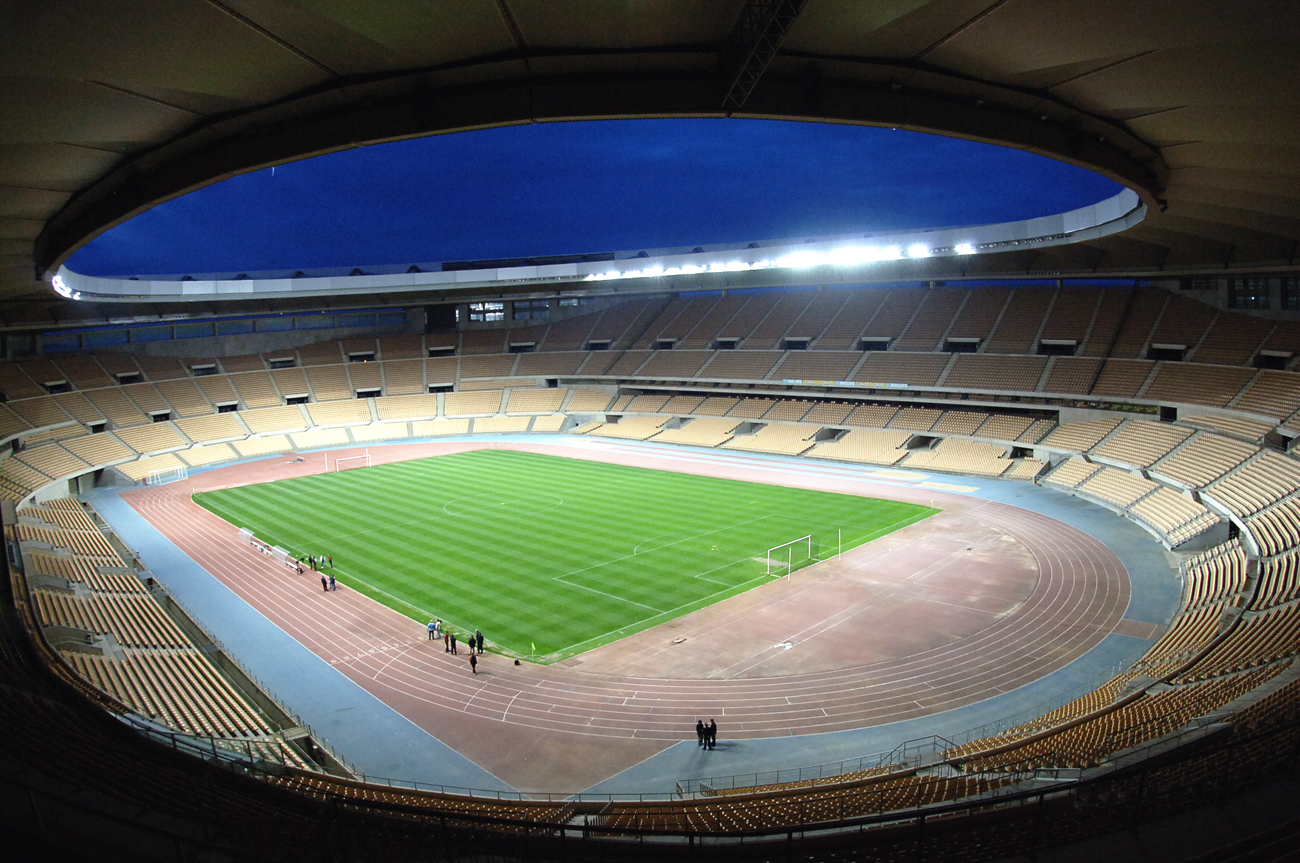
Das Olympiastadion von Sevilla im Jahr 2011

Der 3000-Meter-Hindernislauf der Männer bei den Leichtathletik-Weltmeisterschaften 1999 wurde am 21. und 23. August 1999 im Olympiastadion der spanischen Stadt Sevilla ausgetragen.
In diesem Wettbewerb gab es einen Doppelsieg für die Läufer aus Kenia. Es siegte der Vizeweltmeister von 1995 Christopher Koskei. Rang zwei belegte Titelverteidiger Wilson Boit Kipketer. Bronze ging an den Marokkaner Ali Ezzine.

## Bestehende Rekorde
| Weltrekord | 7:55,72 min | Bernard Barmasai | Köln, Deutschland             | 24. August 1997 |
| WM-Rekord  | 8:04,16 min | Moses Kiptanui   | WM 1995 in Göteborg, Schweden | 11. August 1995 |

Der bestehende WM-Rekord wurde bei diesen Weltmeisterschaften nicht eingestellt und nicht verbessert.
Es gab folgende drei Landesrekorde.
- 8:10,83 min – Günther Weidlinger (Österreich), 1. Vorlauf am 21. August
- 8:13,26 min – Florin Ionescu (Rumänien), 1. Vorlauf am 21. August
- 8:28,59 min – Néstor Nieves (Venezuela), 3. Vorlauf am 21. August

## Vorrunde
Die Vorrunde wurde in drei Läufen durchgeführt. Die ersten beiden Athleten pro Lauf – hellblau unterlegt – sowie die darüber hinaus sechs zeitschnellsten Läufer – hellgrün unterlegt – qualifizierten sich für das Finale.

### Vorlauf 1
21. August 1999, 21:25 Uhr
| Platz | Name                          | Nation                       | Zeit (min) |
| ----- | ----------------------------- | ---------------------------- | ---------- |
| 1     | Paul Malakwen Kosgei          | Kenia                        | 8:10,34    |
| 2     | Ali Ezzine                    | Marokko                      | 8:10,45    |
| 3     | Damian Kallabis               | Deutschland                  | 8:10,56    |
| 4     | Günther Weidlinger            | Österreich                   | 8:10,83 NR |
| 5     | Bouabdellah Tahri             | Frankreich                   | 8:12,96    |
| 6     | Florin Ionescu                | Rumänien                     | 8:13,26 NR |
| 7     | Robert Gary                   | USA                          | 8:25,15    |
| 8     | Christian Belz                | Schweiz                      | 8:29,19    |
| 9     | Marco Antonio Cepeda          | Spanien                      | 8:29,75    |
| 10    | João Junqueira                | Portugal                     | 8:32,12    |
| 11    | Rafał Wójcik                  | Polen                        | 8:34,45    |
| 12    | Stathis Stasi                 | Zypern                       | 8:40,74    |
| 13    | Jassim Ali Mohamed Al-Baloush | Vereinigte Arabische Emirate | 8:51,73    |
| 14    | Elangovan Ganesan             | Singapur                     | 9:47,09    |

### Vorlauf 2

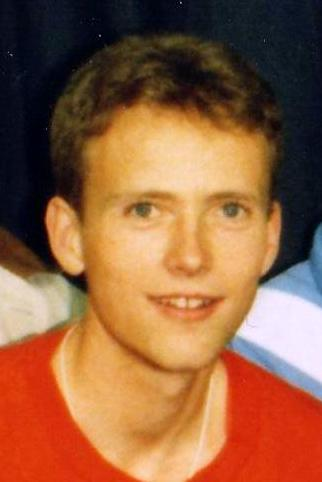
Jim Svenøys fünfter Platz in 8:23,05 min reichte nicht zum Überstehen der Vorrunde
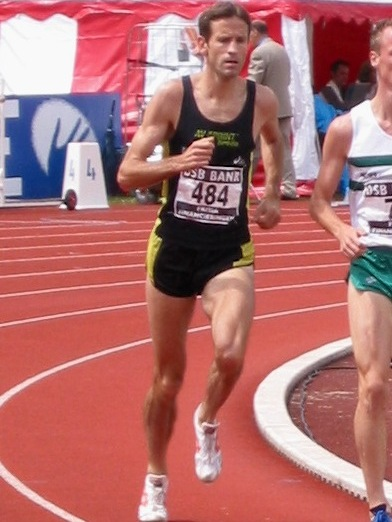
Simon Vroemen kam im zweiten Vorlauf nicht ins Ziel

21. August 1999, 21:38 Uhr
| Platz | Name                 | Nation      | Zeit (min) |
| ----- | -------------------- | ----------- | ---------- |
| 1     | Bernard Barmasai     | Kenia       | 8:16,50    |
| 2     | Wilson Boit Kipketer | Kenia       | 8:16,62    |
| 3     | Luis Miguel Martín   | Spanien     | 8:17,75    |
| 4     | Laïd Bessou          | Algerien    | 8:20,17    |
| 5     | Jim Svenøy           | Norwegen    | 8:23,05    |
| 6     | Mustapha Mellouk     | Marokko     | 8:30,48    |
| 7     | Maru Daba            | Äthiopien   | 8:31,09    |
| 8     | Christian Knoblich   | Deutschland | 8:33,03    |
| 9     | Vincent Le Dauphin   | Frankreich  | 8:44,60    |
| 10    | Francis O’Neill      | USA         | 8:49,81    |
| 11    | Geovanny Morejon     | Bolivien    | 9:01,30    |
| 12    | Akesso Tchaka        | Togo        | 9:44,41    |
| DNF   | Simon Vroemen        | Niederlande |            |

### Vorlauf 3

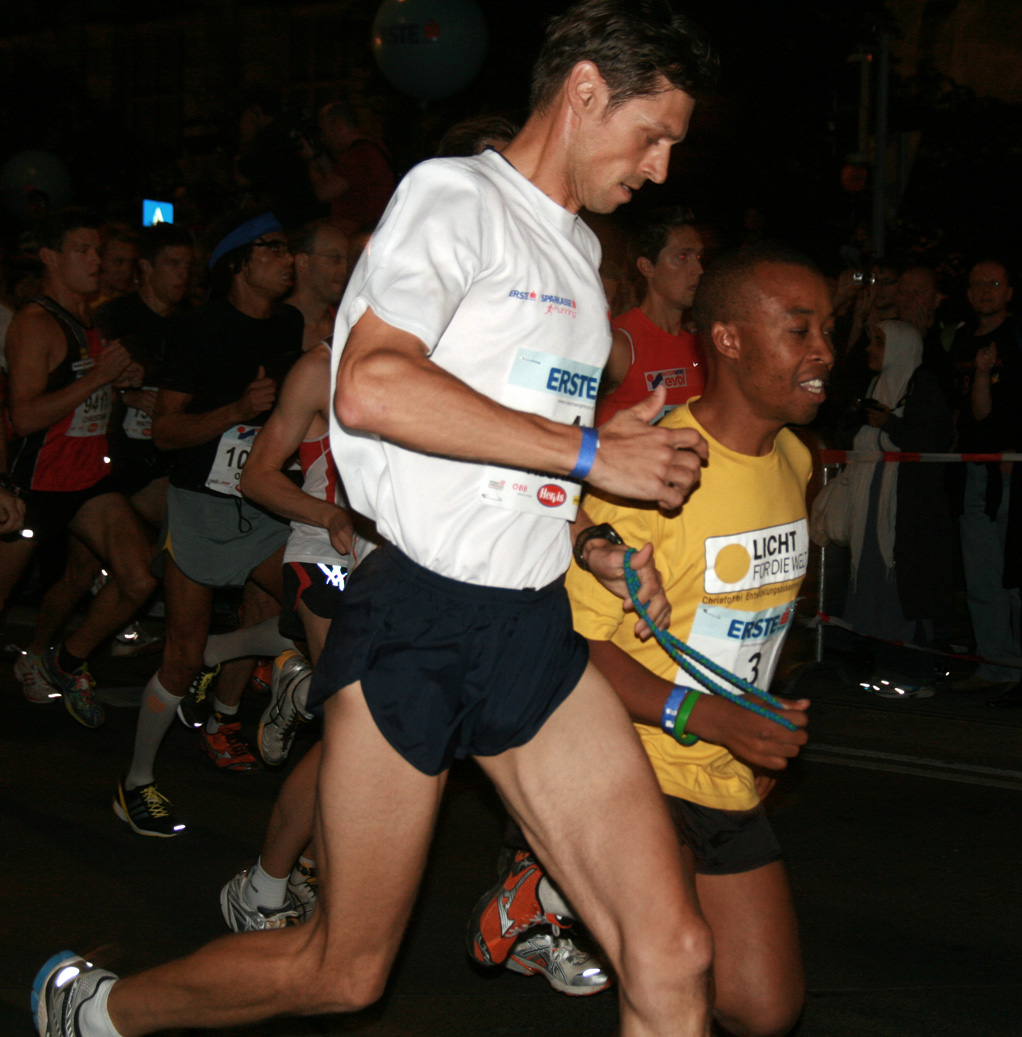
Als Sechster des seines Vorlaufs in 8:20,04 min schied Michael Buchleitner (weißes Trikot, Vienna Night Run 2009) aus

21. August 1999, 21:51 Uhr
| Platz | Name                      | Nation       | Zeit (min) |
| ----- | ------------------------- | ------------ | ---------- |
| 1     | Elarbi Khattabi           | Marokko      | 8:14,22    |
| 2     | Christopher Koskei        | Kenia        | 8:15,04    |
| 3     | Giuseppe Maffei           | Italien      | 8:15,10    |
| 4     | Eliseo Martín             | Spanien      | 8:16,56    |
| 5     | Khamis Abdullah Saifeldin | Katar        | 8:18,58    |
| 6     | Michael Buchleitner       | Österreich   | 8:20,04    |
| 7     | André Green               | Deutschland  | 8:21,87    |
| 8     | Gaël Pencreach            | Frankreich   | 8:21,89    |
| 9     | Néstor Nieves             | Venezuela    | 8:28,59 NR |
| 10    | Georgios Giannelis        | Griechenland | 8:30,55    |
| 11    | Pascal Dobert             | USA          | 8:33,42    |
| 12    | Joël Bourgeois            | Kanada       | 8:37,94    |
| 13    | Matteo Zafferani          | San Marino   | 9:32,08    |

## Finale

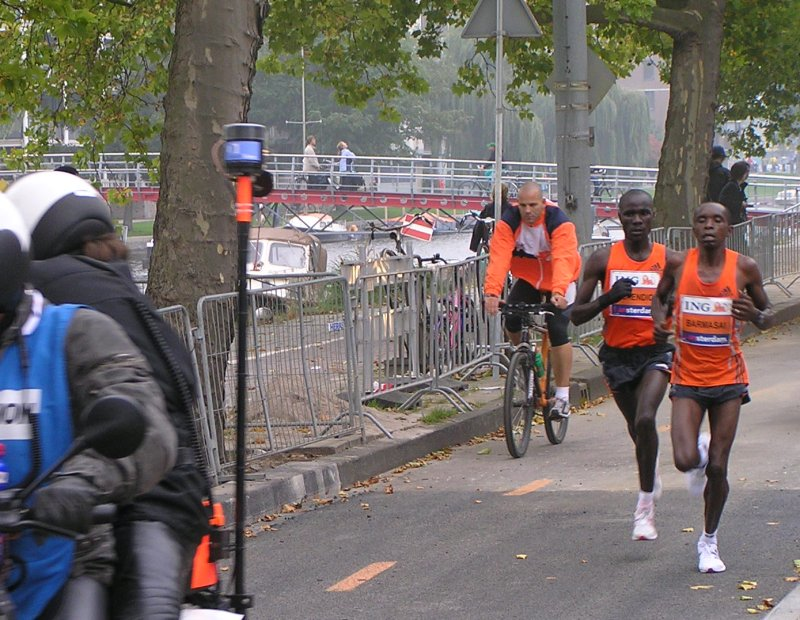
Der Weltrekordinhaber und WM-Dritte von 1997 Bernard Barmasai (rechts beim Amsterdam-Marathon 2006) wurde Fünfter

23. August 1999, 21:10 Uhr
| Platz | Name                 | Nation      | Zeit (min) |
| ----- | -------------------- | ----------- | ---------- |
| 1     | Christopher Koskei   | Kenia       | 8:11,76    |
| 2     | Wilson Boit Kipketer | Kenia       | 8:12,09    |
| 3     | Ali Ezzine           | Marokko     | 8:12,73    |
| 4     | Damian Kallabis      | Deutschland | 8:13,11    |
| 5     | Bernard Barmasai     | Kenia       | 8:13,51    |
| 6     | Eliseo Martín        | Spanien     | 8:16,09    |
| 7     | Paul Malakwen Kosgei | Kenia       | 8:17,55    |
| 8     | Florin Ionescu       | Rumänien    | 8:18,17    |
| 9     | Günther Weidlinger   | Österreich  | 8:19,02    |
| 10    | Giuseppe Maffei      | Italien     | 8:22,65    |
| 11    | Elarbi Khattabi      | Marokko     | 8:24,62    |
| 12    | Bouabdellah Tahri    | Frankreich  | 8:25,59    |

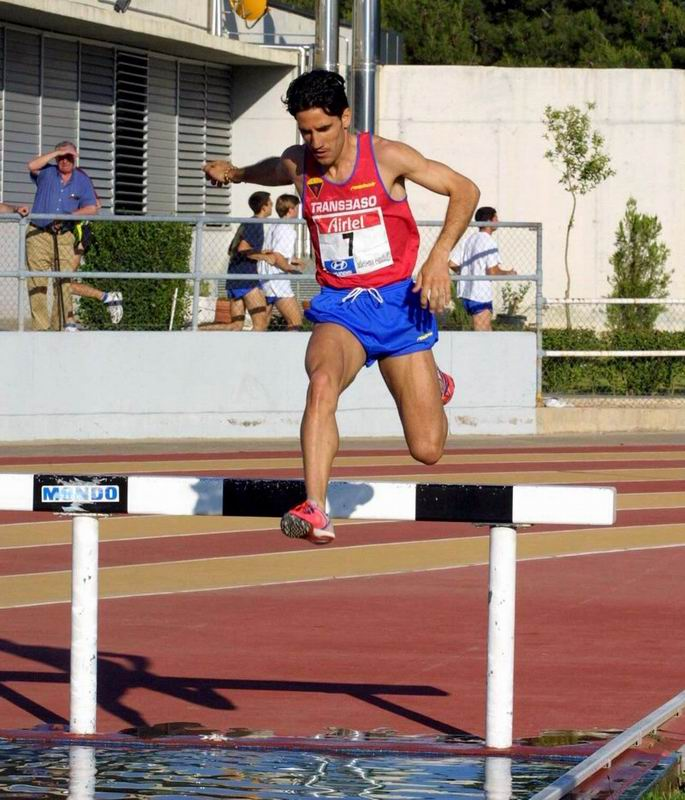
Eliseo Martín belegte Rang sechs
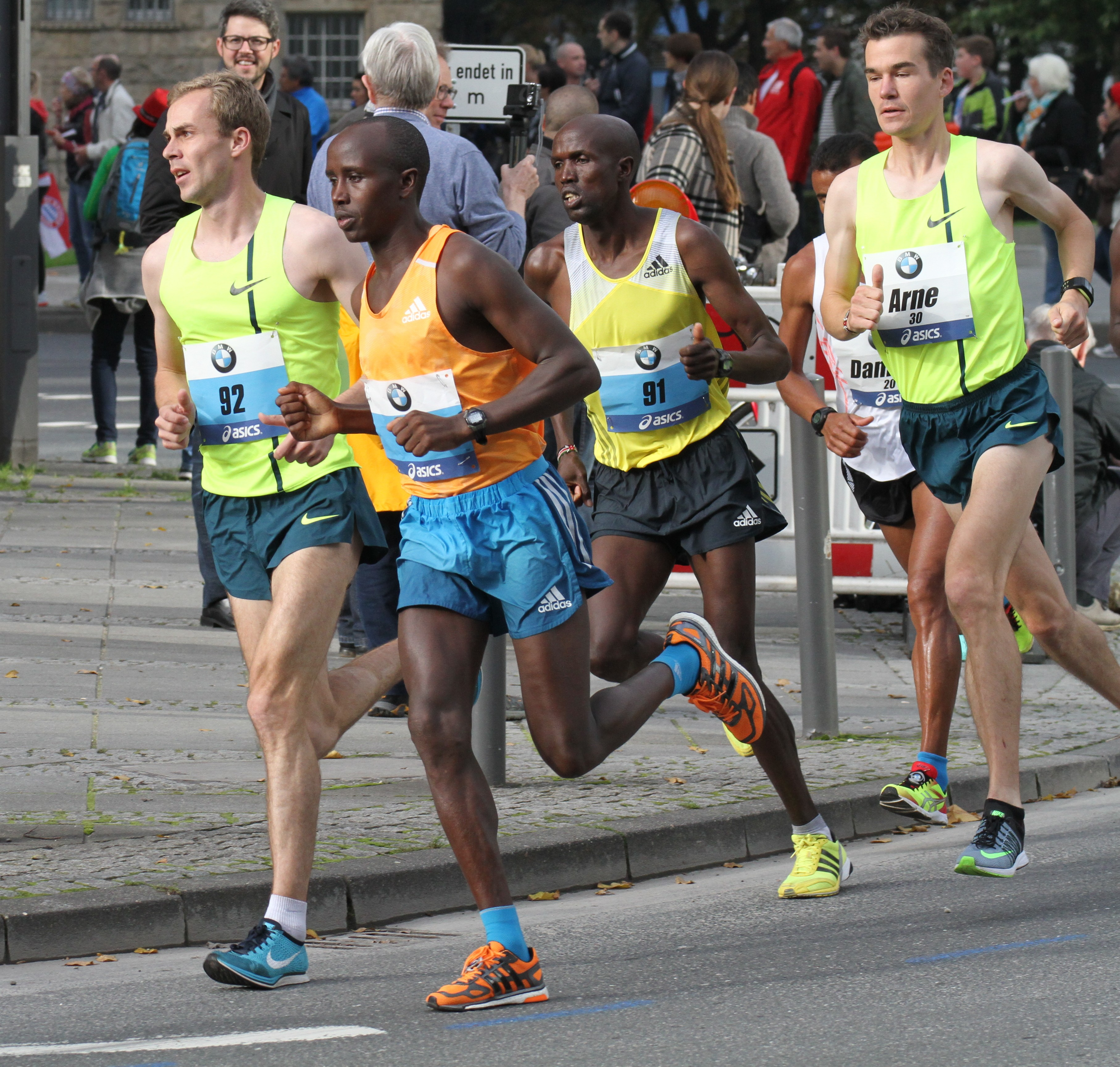
Paul Malakwen Kosgei (Nr. 91, hier beim Frankfurt-Marathon 2014) kam auf den siebten Platz
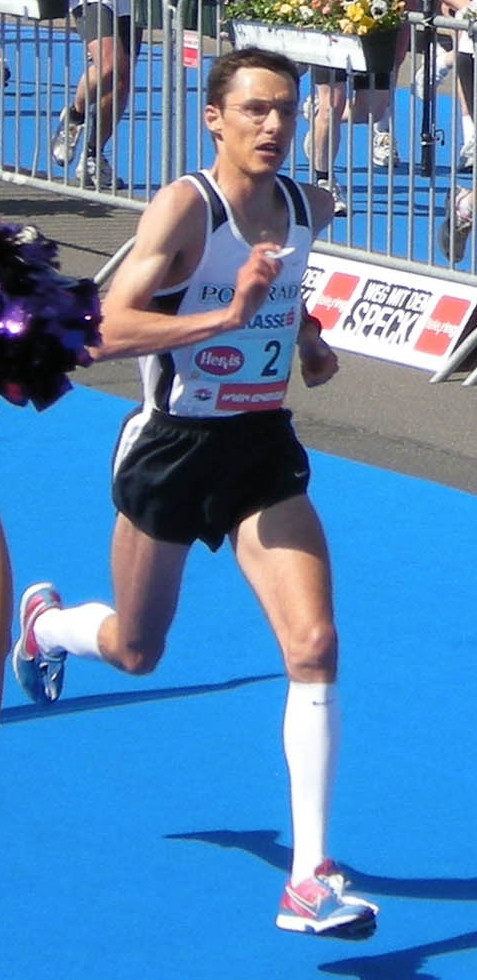
Günther Weidlinger (Foto: Vienna City Marathon 2009) erreichte Platz neun
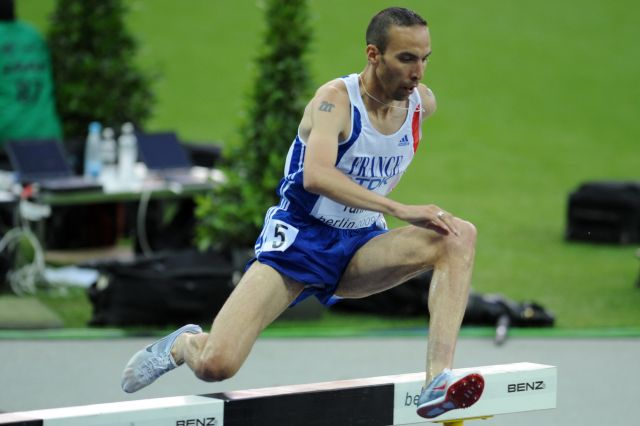
Der zwölftplatzierte Bouabdellah Tahri stand am Beginn einer erfolgreichen Karriere

## Video
- 1999 World Championships Steeplechase, Video veröffentlicht am 24. November 2013 auf youtube.com, abgerufen am 15. Juli 2020